# جوناثان غرين
جوناثان غرين (بالإنجليزية: Jonathan Green)‏ هو صحفي أمريكي، ولد في القرن العشرين في بوري سانت ادموندز في المملكة المتحدة.